# Плоча (Александровац)
Плоча је насеље у Србији у општини Александровац у Расинском округу. Према попису из 2022. има 250 становника (према попису из 2011. било је 333 становника).

## Демографија
У насељу Плоча живи 325 пунолетних становника, а просечна старост становништва износи 41,1 година (40,8 код мушкараца и 41,4 код жена). У насељу има 111 домаћинстава, а просечан број чланова по домаћинству је 3,60.
Ово насеље је великим делом насељено Србима (према попису из 2002. године), а у последња три пописа, примећен је пад у броју становника.
|  |

| Демографија | Демографија | Демографија |
| Година      | Становника  | Становника  |
| ----------- | ----------- | ----------- |
| 1948.       | 578         |             |
| 1953.       | 640         |             |
| 1961.       | 726         |             |
| 1971.       | 701         |             |
| 1981.       | 606         |             |
| 1991.       | 574         | 540         |
| 2002.       | 400         | 476         |
| 2011.       | 333         |             |
| 2022.       | 250         |             |

| Етнички састав према попису из 2002.‍ | Етнички састав према попису из 2002.‍ | Етнички састав према попису из 2002.‍ | Етнички састав према попису из 2002.‍ | Етнички састав према попису из 2002.‍ |
| ------------------------------------ | ------------------------------------ | ------------------------------------ | ------------------------------------ | ------------------------------------ |
|                                      |                                      |                                      |                                      |                                      |
| Срби                                 | Срби                                 |                                      | 397                                  | 99,25%                               |
| Црногорци                            | Црногорци                            |                                      | 1                                    | 0,25%                                |
| непознато                            | непознато                            |                                      | 2                                    | 0,5%                                 |

| Година пописа     | 1948. | 1953. | 1961. | 1971. | 1981. | 1991. | 2002. |
| ----------------- | ----- | ----- | ----- | ----- | ----- | ----- | ----- |
| Број домаћинстава | 79    | 87    | 94    | 100   | 111   | 118   | 111   |

| Број чланова      | 1  | 2  | 3  | 4  | 5  | 6  | 7 | 8 | 9 | 10 и више | Просек |
| ----------------- | -- | -- | -- | -- | -- | -- | - | - | - | --------- | ------ |
| Број домаћинстава | 13 | 28 | 16 | 21 | 13 | 13 | 5 | 1 | 0 | 1         | 3,60   |

| Пол    | Укупно | Неожењен/Неудата | Ожењен/Удата | Удовац/Удовица | Разведен/Разведена | Непознато |
| ------ | ------ | ---------------- | ------------ | -------------- | ------------------ | --------- |
| Мушки  | 172    | 43               | 115          | 12             | 2                  | 0         |
| Женски | 160    | 19               | 117          | 24             | 0                  | 0         |
| УКУПНО | 332    | 62               | 232          | 36             | 2                  | 0         |

| Пол    | Укупно                    | Пољопривреда, лов и шумарство | Рибарство                            | Вађење руде и камена | Прерађивачка индустрија       |
| ------ | ------------------------- | ----------------------------- | ------------------------------------ | -------------------- | ----------------------------- |
| Мушки  | 113                       | 86                            | 0                                    | 0                    | 11                            |
| Женски | 75                        | 57                            | 0                                    | 0                    | 5                             |
| УКУПНО | 188                       | 143                           | 0                                    | 0                    | 16                            |
| Пол    | Производња и снабдевање   | Грађевинарство                | Трговина                             | Хотели и ресторани   | Саобраћај, складиштење и везе |
| Мушки  | 0                         | 2                             | 5                                    | 1                    | 1                             |
| Женски | 0                         | 0                             | 4                                    | 1                    | 0                             |
| УКУПНО | 0                         | 2                             | 9                                    | 2                    | 1                             |
| Пол    | Финансијско посредовање   | Некретнине                    | Државна управа и одбрана             | Образовање           | Здравствени и социјални рад   |
| Мушки  | 0                         | 2                             | 0                                    | 4                    | 0                             |
| Женски | 0                         | 0                             | 1                                    | 5                    | 1                             |
| УКУПНО | 0                         | 2                             | 1                                    | 9                    | 1                             |
| Пол    | Остале услужне активности | Приватна домаћинства          | Екстериторијалне организације и тела | Непознато            | Непознато                     |
| Мушки  | 1                         | 0                             | 0                                    | 0                    | 0                             |
| Женски | 0                         | 0                             | 0                                    | 1                    | 1                             |
| УКУПНО | 1                         | 0                             | 0                                    | 1                    | 1                             |